# Спенсер, Даниэль
Даниэ́ль Спе́нсер (англ. Danielle Spencer; род. 16 мая 1969 года, Сидней, Австралия) — австралийская актриса, певица и автор песен.

## Биография
Даниэль Спенсер родилась 16 мая 1969 года в Сиднее (Австралия). Её отец — Дон Спенсер, австралийский музыкант и телеведущий.

## Карьера
В 1989—2000 годах Даниэль снималась в кино и за это время сыграла 14 ролей в фильмах и сериалах. В данный момент является певицей и автором песен, выпустила два альбома — «White Monkey» (2002) и «Calling All Magicians» (2010).
В августе 2011 года Даниэль Спенсер впервые дала два живых концерта вместе с Кевином Дюрандом, Скоттом Граймсом и Расселом Кроу, который на тот момент был ее мужем, на презентации совместного альбома Кроу и Алана Дойла Songbook Vol III в канадском Сент-Джонсе.
Спенсер является послом Австралийского детского музыкального фонда (ACMF), образовательной программы для детей из малообеспеченных семей и коренных народов в Австралии.

## Личная жизнь
С 2003 по 2012 год Даниэль была замужем за актёром Расселом Кроу (род.1964). У супругов есть два сына — Чарльз Спенсер Кроу (род.21.12.2003) и Теннисон Спенсер Кроу (род.07.07.2006).

## Избранная фильмография
| Год       |    | Русское название              | Оригинальное название | Роль                          |
| --------- | -- | ----------------------------- | --------------------- | ----------------------------- |
| 1989      | с  | Миссия невыполнима            | Mission: Impossible   | Дайан Мартин                  |
| 1989—1990 | с  | Летающий доктор               | Flying Doctors, The   | Салли МакКарти/Фиона Джейкобс |
| 1990      | ф  | Перекрёсток                   | Crossing, The         | Мег                           |
| 1990      | ф  | Вид с Луны                    | What the Moon Saw     | Эмма                          |
| 1991      | с  | Кэмптон-корт                  | Hampton Court         | Лиза                          |
| 1992      | тф | Миссия: «Совершенно секретно» | Mission: Top Secret   | Памела                        |
| 1993      | с  | Механик                       | Minder                | Робин                         |
| 2000      | с  | Повелитель зверей             | BeastMaster           | Дестин                        |